# Medalha Comemorativa da Síria-Cilícia
A Medalha Comemorativa da Síria-Cilícia (em francês:  Médaille commémorative de Syrie-Cilicie), também conhecida como Medalha do Levante, foi uma condecoração francesa concedida a militares envolvidos nas hostilidades que eclodiram no Oriente Médio logo após a Primeira Guerra Mundial.

## História
Instituída em 1922, esta medalha de campanha foi concedida pelo Governo francês pelo serviço militar no período entre-guerras, aos que serviam em seu nome, desde 1918, contra potências de facto no Levante.
A Campanha do Levante começou em janeiro de 1920, quando o Reino Árabe da Síria engajou-se contra as forças armadas francesas no que viria a ser chamado de Guerra Franco-Síria. Esta campanha terminou em 24 de julho de 1920, quando as tropas francesas entraram em Damasco e aboliram o Reino Árabe da Síria. A Turquia aproveitou a situação ao envolver também a França no que hoje é chamado de Guerra Franco-Turca, colocando as Forças Coloniais Francesas e a Legião Armênia Francesa contra as forças turcas conhecidas como Kuva-yi Milliye. Esta campanha, que decorreu de maio de 1920 a outubro de 1921, resultou na ocupação parcial francesa do território turco.
Seguiu-se uma paz inquietante que foi quebrada em 23 de agosto de 1925, quando o líder Sultan Paxá al-Atrash declarou revolução contra a França, iniciando assim a Grande Revolta Síria (também chamada de Grande Revolta Drusa), que levou vários anos para ser subjugada pelo governo francês.

## Criação
A Medalha Comemorativa da Síria-Cilícia foi instituída por um decreto de 18 de julho de 1922 na sequência de um projeto de lei iniciado por um deputado francês, o General de Castelnau, que também era presidente da Comissão Militar Francesa.
Uma medalha quase idêntica patrocinada por Vichy foi produzida durante a Segunda Guerra Mundial para reconhecer os combates travados por suas forças na mesma área de 8 de junho a 12 de julho de 1941, e foi adornada com o fecho "LEVANT 1941". As batalhas envolveram enfrentamentos entre as forças francesas de Vichy e as Forças Francesas Livres, o que foi e ainda é uma fonte de dor nacional para a França. Consequentemente, uma lei de 12 de abril de 1944 aboliu esta medalha e o seu direito de uso.

## Agraciamento

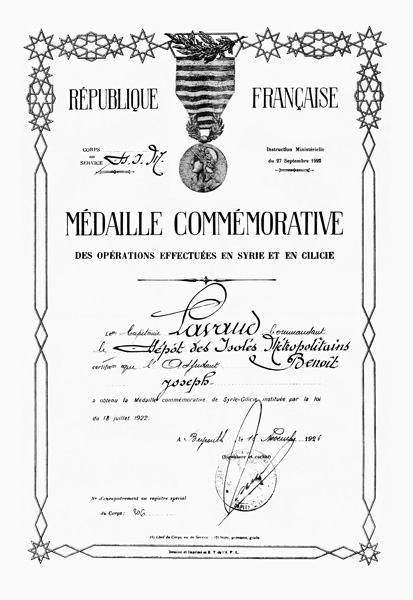
Diploma de 1926.

A Medalha Comemorativa da Síria-Cilícia foi concedida ao Exército do Levante (e aos militares das forças navais e aéreas Aliadas que operavam na costa da Síria-Cilícia, entre 11 de novembro de 1918 e 20 de outubro de 1921); bem como aos militares que participaram nas operações realizadas entre 21 de julho de 1925 e 30 de setembro de 1926; e também ao civis de nacionalidade francesa, cumprindo os mesmos pré-requisitos que os soldados ou marinheiros.
Antes de 1939, uma série de decretos permitia a sua concessão após 30 de setembro de 1926, sob condições muito específicas. Estas concessões a pessoal civil e militar em missão especial no Líbano ou na Síria eram muito raras. Para conferência após 1926, a medalha é usada sem fecho. A medalha era acompanhada de um certificado e, no modelo de Vichy de 1942, havia um desenho com um soldado francês contemporâneo de fuzil ao lado de um cavaleiro das Cruzadas diante de um castelo medieval.

## Características
A Medalha Comemorativa da Síria-Cilícia tem 30mm de diâmetro circular e é esculpida em bronze. O anverso traz a imagem em relevo da República na forma do perfil esquerdo de um busto de mulher com capacete, sendo o capacete adornado com uma coroa de folhas de carvalho. De cada lado, há a inscrição em relevo ao longo da circunferência "RÉPUBLIQUE FRANÇAISE" ("República Francesa").
O reverso, representando o exército e a marinha, traz as imagens em relevo de um fuzil de infantaria cruzado com uma âncora naval abaixo de dois estandartes e lanças militares encimados pela inscrição em relevo "LEVANT". Em algumas variantes, a inscrição em relevo "HONNEUR ET PATRIE - SYRIE-CILICIE" ("Honra e Pátria - Síria-Cilícia") ou apenas "HONNEUR ET PATRIE" pode ser encontrada. Ao fundo, dunas de areia, o muro de um casbá e palmeiras.
A medalha pende de uma fita através de um anel que passa pela alça de suspensão da medalha. O anel é adornado por uma coroa de louros e meio crescente de bronze com 24mm de diâmetro. A fita moiré de seda branca tem 37mm de largura com listras horizontais azuis de 3mm de altura e 3mm equidistantes.
Dois fechos dourados com ornamentação oriental podem ser usados na fita. O primeiro ostenta a inscrição “LEVANT” pelas participações nas operações entre 11 de novembro de 1918 e 20 de outubro de 1921. O segundo fecho traz a inscrição em relevo "1925-Levant-1926" para operações contra os drusos. Ambos os fechos podiam ser agraciados e exibidos simultaneamente na fita.

## Agraciados notáveis (lista parcial)

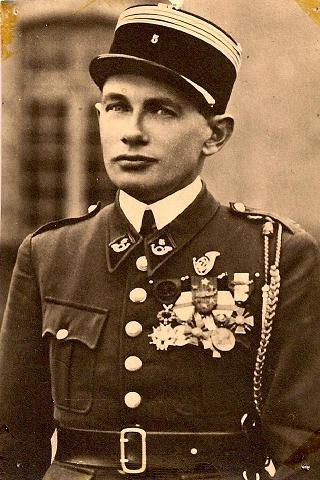
Général de brigade Georges Journois, ganhador da Medalha da Síria-Cilícia (Levante).

- General Georges Catroux
- General Mariano Goybet
- General André Hartemann
- General Georges Journois
- General Raoul Magrin-Vernerey
- General André-Gaston Prételat
- General Jacques Théodore Saconney
- General Raoul Salan
- General Jean-Édouard Verneau
- Coronel René Génin
- Capitão Tayeb Tounsi
- Padre Jules Chaperon